# Euophrys jirica
Euophrys jirica là một loài nhện trong họ Salticidae.
Loài này thuộc chi Euophrys. Euophrys jirica được Marek Żabka miêu tả năm 1980.